# Пояснена сума квадратів
У статистиці пояснена сума квадратів (англ. explained sum of squares, ESS) — це величина використовувана для описання як добре модель, часто регресійна модель, представляє модельовані дані.

## Означення
Пояснена сума квадратів — це сума квадратів віхилень передбачених значень від середнього значення пояснюваної змінної, наприклад, у стандартній регресійній моделі yi = a + b1x1i + b2x2i + ... + εi, де yi це i-те спостереження пояснюваної змінної, xji це i-те спостереження j-ї  прогнозувальної змінної (незалежної змінної, предіктора), a і bj це коефіцієнти, i індексує спостереження від 1 до n, а εi це i-те значення похибка. Загалом, чим більша ESS, тим ліпше працює модель.
Якщо {\displaystyle {\hat {a}}} і {\displaystyle {\hat {b}}_{i}} це оцінені коефіцієнти, тоді
{\displaystyle {\hat {y}}_{i}={\hat {a}}+{\hat {b}}_{1}x_{1i}+{\hat {b}}_{2}x_{2i}+\cdots \,}
це i-те передбачене значення пояснюваної змінної. ESS тоді це
{\displaystyle {\text{ESS}}=\sum _{i=1}^{n}\left({\hat {y}}_{i}-{\bar {y}}\right)^{2}.}
де {\displaystyle {\hat {y}}_{i}} це значення оцінене регресійною лінією.